# Irlande (Québec)
Pour les articles homonymes, voir Irlande.
Irlande est une municipalité située dans la région administrative de Chaudière-Appalaches au Québec. Elle fait partie de la municipalité régionale de comté des Appalaches.

## Histoire
Aujourd’hui milieu francophone, elle est autrefois nommée Ireland Township, bastion fort anglophone. Située au cœur des Appalaches, cette municipalité est essentiellement rurale. Avant le mouvement de colonisation issu du XIXe siècle, seuls les Abénakis fréquentent le territoire, notamment en raison du passage de la rivière Thames (Bécancour) en amont du canton. La création des cantons de Leeds, Inverness et Irlande, remonte à l’Acte constitutionnel de 1791 qui officialise le système de township au Canada. Dans les années qui suivent, Américains, Anglais, Écossais et Irlandais s’établissent dans ces nouvelles terres de colonisation. Ces mouvements migratoires sont à l’origine de la création de noyaux villageois parmi lesquels figure Maple Grove.
Le premier habitant du canton est l’Américain Amos Hall. Ce personnage s’établit à l’endroit même où naitra le village de Maple Grove. Né à Stoninghton au Connecticut en 1761, il entreprend une carrière militaire dès l’âge de 15 ans. Lors de la Révolution américaine, Hall devient membre de la garde rapprochée de Benedict Arnold, général de l’armée continentale. Au tout début du XIXe siècle, il achète son premier lot au Bas-Canada dans le canton de Shipton, probablement de l’arpenteur Jessy Pennoyer. En 1804 ou 1805, Hall entreprend un premier voyage de chasse dans lequel il découvre le canton d’Irlande. Riche en ressources et bien situé, Hall s'y établit définitivement en 1807, ce qu’il fait avec sa femme Martha Straw et leurs 11 enfants.
À la construction du chemin Craig en 1810, les squatters, comme Hall, sont contraints de procéder à une demande de propriété, constatant le risque de se voir exproprié du lot sur lequel ils ont investi tant d’efforts. Quelques années plus tard, en 1831, débutent les travaux du chemin Gosford, dédoublant le chemin Craig à l’ouest afin d’ouvrir de nouvelles régions à la colonisation anglo-britannique.
Château fort anglo-protestant, le canton reste majoritairement anglophone tout au long du XIXe siècle. En effet, en 1831, on dénombre 440 individus. De ce nombre, 154 sont anglicans, 80 catholiques, 78 méthodistes, 54 presbytériens et congrégationalistes, 35 membres de l’Église catholique d’Écosse, 11 baptistes et 28 de dénominations religieuses autres. Le portrait est tout autre en 1871 alors que le recensement note la présence de 990 habitants, dont 419 catholiques, 480 épiscopaux, 28 presbytériens, 58 méthodistes et 5 d’autres dénominations religieuses. En ce sens, le canton d’Irlande est divisé en deux municipalités distinctes en 1872 ; une à majorité francophone (Irlande Nord) et l’autre anglophone (Irlande Sud).
Le poids démographique anglophone reste cependant élevé malgré les vagues de départs qui touchent la jeunesse anglo-protestante qui préfère les opportunités offertes dans l’Ouest canadien ainsi qu’aux États-Unis. Malgré ce mouvement migratoire important est entamée en 1900 la construction de la seconde église Holy Trinity, bâtiment qui a traversé les années jusqu’à aujourd’hui.
En 2003, l’église fut cédée à la Municipalité par contrat en emphytéose. Plusieurs citoyens ont, au fil du temps, donné leur temps à l’entretien et l’amélioration du site.
Depuis la création de l’organisme Verte Irlande en 2004, la population est invitée à y vivre des moments culturels de grande qualité chaque année.
Issue de Verte Irlande, une belle mobilisation citoyenne est à l’origine de la création de l’Association de Protection du Lac à la Truite d’Irlande (APLTI) en 2015. Cet organisme, dont le président est M. Réjean Vézina, assume un leadership pour la préservation du lac à la Truite ainsi que de ses cours d’eau tributaires. À cet effet, diverses études sont menées en partenariat avec l’organisme Groupe de concertation des bassins versants de la zone Bécancour (GROBEC).

### Chronologie
- 1er janvier 1873 : Érection du township d'Ireland Sud.
- 15 mars 1969 : Le township d'Ireland Sud devient la municipalité d'Ireland.
- 11 avril 1987 : La municipalité change de nom et devient la municipalité d'Irlande.

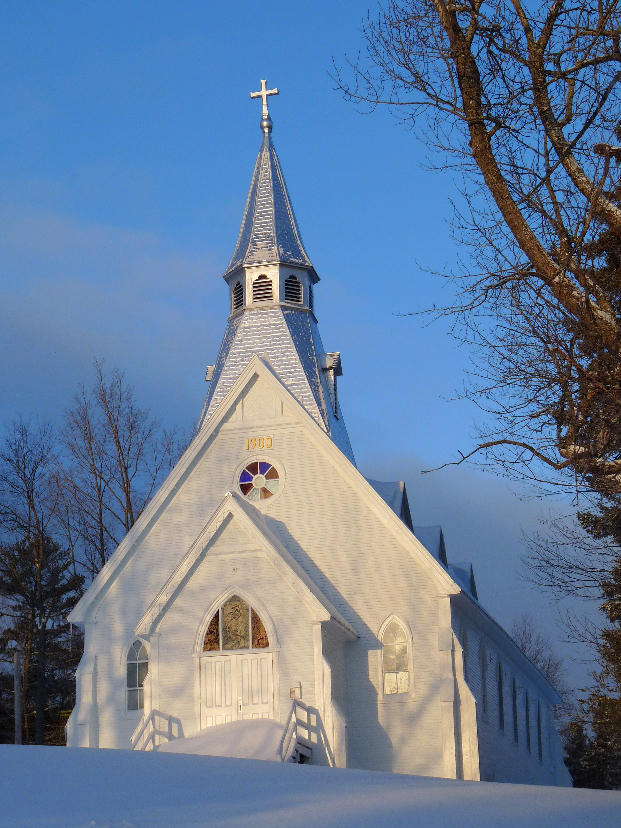
Église Holy Trinity de Maple Grove

## Géographie
Au cœur des Appalaches, Irlande est une municipalité presque exclusivement rurale d'une superficie de 1 589 hectares (26 000 acres). Elle est située à égale distance soit 110 km de Québec ou de Sherbrooke et à 240 km de Montréal. Son territoire est d'un relief accidenté et diversifié fait des vieilles montagnes usées et aplaties que sont les Appalaches, de plateaux et de forêts de feuillus et de résineux.
Irlande est traversée par la route 165 et la route 216.
Irlande ne possède pas de noyau urbain ou villageois à proprement parler. Le secteur de Maple Grove, situé à l'intersection des routes historiques du chemin Gosford et du chemin Craig, constitue le seul hameau notable de la municipalité. C'est là que sont érigés l'église anglicane et son presbytère.

### Hydrographie
Plusieurs cours d'eau traversent la municipalité :
- Rivière Bécancour,
- Rivière Dubois,
- Rivière Bagot,
- Rivière Larochelle,
- Rivière au Pin.

## Démographie
| 1996  | 2001 | 2006 | 2011 | 2016 | 2021 |
| ----- | ---- | ---- | ---- | ---- | ---- |
| 1 011 | 950  | 942  | 959  | 884  | 897  |

## Administration
Les élections municipales se font en bloc pour le maire et les six conseillers.
| Irlande Maires depuis 2003                                                                                           |                        |         |          |
| Élection | Maire                  | Qualité | Résultat |
| 2003 | Bruno Vézina           |         | Voir     |
| 2005 | Bruno Vézina           | Voir    |          |
| 2009 | Bruno Vézina           | Voir    |          |
| 2013 | Bruno Vézina           | Voir    |          |
| 2017 | Jean-François Hamel    |         | Voir     |
| 2021 | François-Pierre Nadeau |         | Voir     |
| Élection partielle en italique Depuis 2005, les élections sont simultanées dans toutes les municipalités québécoises |                        |         |          |

## Patrimoine
L'église anglicane Holy Trinity a été érigée en 1900-1902. Louis-Auguste Amos et Alfred Arthur Cox en sont les architectes. S'appuyant sur la valeur de son architecture néogothique, elle est citée comme immeuble patrimonial par le Ministère de la Culture et des Communications du Québec depuis 2003. Elle est entourée par un presbytère et un cimetière.
La dévotion catholique s'exprime par la présence cinq croix de chemin sur le territoire de la municipalité,,,,.
Une résidence située sur le chemin Craig a été bâtie vers 1810-1815. D'autres résidences ont été construites au XIXe siècle sur la route Chrétien, sur le chemin Gosford,, sur la route Marcheterre et sur le chemin Bennett.